# Гомелт, Томислав
Томислав Гомелт (хорв. Tomislav Gomelt; 7 января 1995 года, Сисак) — хорватский футболист, полузащитник литовского клуба «Судува».

## Карьера
Томислав Гомелт начинал заниматься футболом в клубе «Сегеста» из своего родного Сисака, а затем продолжил это делать в «Загребе». Юный игрок привлёк внимание многих европейских клубов и был на просмотрах в миланском «Интере», «Ювентусе» и «Дженоа», но не смог заключить ни с одним из них контракта из-за бюрократических правил. После очередного подобного просмотра в английском «Манчестер Сити» Гомелт продолжил тренироваться в загребском клубе ХАШК. В итоге он присоединился к английскому «Тоттенхэму Хотспур», который в 2013 году отдал его в аренду испанскому «Эспаньолу B», но не мог играть там в полной мере из-за того, что Хорватия в то время не являлась членом ЕС. Сезон 2013/14 Гомелт провёл на правах аренды в клубе бельгийского Второго дивизиона «Антверпен».
В сентябре 2014 года на правах аренды присоединился к команде итальянской Серии B «Бари» и дебютировал на профессиональном уровне в декабре того же года, в игре против «Карпи». В июле 2015 года став свободным агентом заключил с «Бари» полноценный контракт. 14 июня 2017 года подписал трёхлетнее соглашение с хорватской «Риекой».
В июле 2018 года перешёл в бухарестское «Динамо» в качестве свободного агента. 21 января 2019 года он заключил контракт на 2,5 года с клубом итальянской Серии B «Кротоне».

## Статистика
|         |            |                 | Лига  | Лига | Кубок | Кубок | Европа | Европа | Всего | Всего |
| Клуб    | Лига       | Сезон           | Матчи | Голы | Матчи | Голы  | Матчи  | Голы   | Матчи | Голы  |
| ------- | ---------- | --------------- | ----- | ---- | ----- | ----- | ------ | ------ | ----- | ----- |
| 2012/13 | Эспаньол B | Сегунда Б       | 4     | 0    | -     | -     | -      | -      | 4     | 0     |
| 2013/14 | Антверпен  | Второй дивизион | 3     | 0    | -     | -     | -      | -      | 3     | 0     |
| 2014/15 | Бари       | Серия B         | 6     | 0    | -     | -     | -      | -      | 6     | 0     |
| 2015/16 | Бари       | Серия B         | 0     | 0    | 1     | 0     | -      | -      | 1     | 0     |
| 2015/16 | ЧФР Клуж   | Лига I          | 25    | 0    | 6     | 0     | -      | -      | 31    | 0     |
| 2016/17 | Бари       | Серия B         | 0     | 0    | 1     | 0     | -      | -      | 1     | 0     |
| 2016/17 | ЧФР Клуж   | Лига I          | 19    | 2    | 3     | 0     | -      | -      | 22    | 2     |